# Gavriil Goie
Gavriil Goie (sau Ivan (Gavriil) Goia; n. 1887, Voivozi, România – d. 1966, Voivozi, Șimian, Bihor, România) a fost un delegat în Marea Adunare Națională de la Alba Iulia, organismul legislativ reprezentativ al „tuturor românilor din Transilvania, Banat și Țara Ungurească”, cel care a adoptat hotărârea privind Unirea Transilvaniei cu România, la 1 decembrie 1918.

## Biografie
Gavriil Goie s-a născut în comuna Voivozi, județul Bihor în 1887. A decedat în 1966 în comuna Voievozi.

## Activitatea politică
Ca delegat al cercului de la Săcuieni, Gavriil Goie a participat la Marea Adunare Națională de la Alba Iulia.